# شاتو دو منتونون

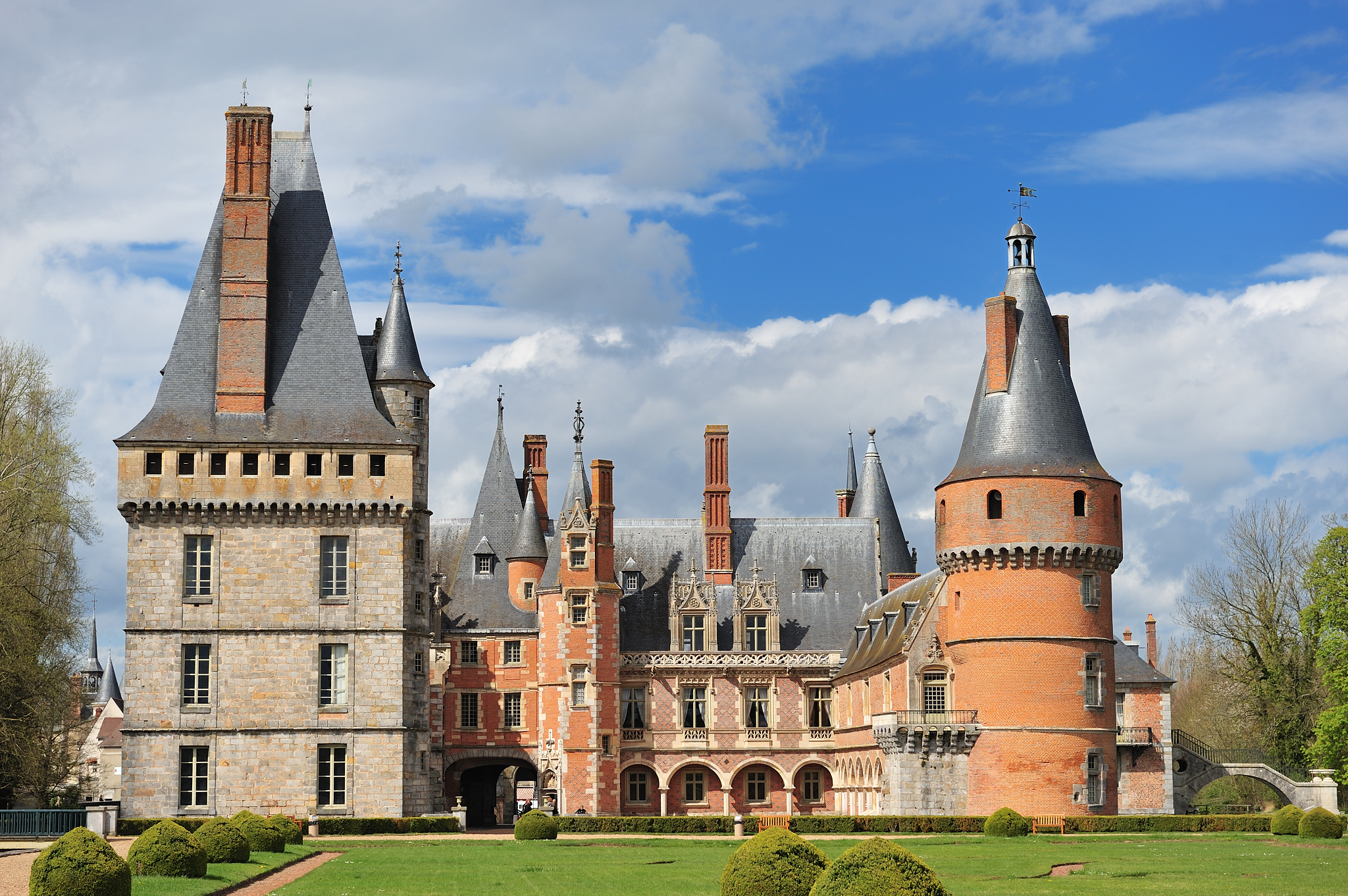
نمای جنوبی

شاتو دو مَنتُنون (فرانسوی: Château de Maintenon‎) یک شاتو-قلعه در کمون اور-ا-لوآر می باشد. این کاخ محل اقامت همسر دوم لوئی چهاردهم بود و از این رو این بنا را مشهور کرده است.